# 제516통신여단
제516통신여단은 하와이주 호놀룰루 포트 샤프터에 본부를 두고 있는 미국 육군 제311통신사령부 예하 통신여단이다. 모토는 "Voice of the Pacific→태평양의 목소리"

## 역사

### 제2차 세계 대전
부대는 아시아-태평양 전구의 증원군 중 하나로서 1944년 10월 10일에 제3367통신근무대대로 구상, 11월 25일 뉴기니에서 창설되었다. 창설된 직후 뉴기니, 레이테, 루손, 남필리핀에서 통신지원 임무를 수행하였다. 제3367통신근무대대 종전 후, 필리핀 제도에서 주필 미군으로서 주둔하였다. 1944년 10월 17일부터 1945년 7월 4일까지의 활약성을 인정받아 필리핀 대통령 부대 표창을 수여받았다. 1947년 2월 27일에서 해산하였다.
짦은 시간이 지난 같은 해 8월 19일에 TOE에서 제516통신근무대대로 서수가 변경되었다.
1947년 9월 12일부터 1950년 1월 27일까지 괌에서 재소집되었다.

### 주독 미군
주독 미군으로서 독일에서 소집되기 전 1954년 1월 14일에 부대는 제516통신단으로 재편성되고, 2월 10일 카를스루에 Neureut 막사에서 재소집되었다. 중부군집단(CENTAG) 통신국의 지시에 따라 단 본부와 대대는 "연합 보조 무선전화 중계지"(AARRS)를 운영하며 정비하는 임무를 수행하면서, 유럽사령부, 제7군, SHAPE, COMZEUR, 제4통신단 등 여러부대에서 야전훈련연습(FTX)을 하면 인원과 장비를 지원해주었다.
프랑스의 대통령 샤를드골이 북대서양 조약 기구 탈퇴 선언과 함께 외국군의 철수를 요구하였다. 주불 외국군의 자국으로의 집단 이주가 벌어졌고, 프랑스 주둔 여단 예하부대인 제17통신대대가 1963년 8월 12일에 해산하였다.
단 본부는 1967년 11월 13일, 독일에서 해산하였다.

### 아시아-태평양
1992년 10월 16일, 하와이주 포트 샤프터에서 제1106통신여단이 제516통신여단으로 부대기 전환식을 시행하여 부대가 재소집되었다. 이후, 소말리아, 쿠웨이트, 아이티, 혼두라스, 보스니아, 동티모르 등에 전개하였다.
9·11 테러로 시작된 테러와의 전쟁 선포는 여단이 2002년부터 이라크 전쟁, 아프가니스탄 전쟁에 참전하는 계기가 되었다.
2012년 10월 12일, 오키나와현 포트 버크너에 주둔하던 제58통신대대가 50년 동안의 임무를 마치고 도리이 화이트 해변에서 해산하였다. 예하중대인 제333, 349통신중대의 작전통제권(OPCON)은 제78통신대대에게 넘어갔다.

## 부대

### 현재
- 제4지역사이버센터; 2005년 10월 16일 ~ 현재[3]
- 제30통신대대 - 하와이주 호놀룰루 포트 샤프터
  - 하와이 네트워크기획원
- 제59통신대대 - 알래스카주 엘먼도프-리처드슨 합동 기지
  - 알래스카 네트워크기획원
- 제78통신대대 - 일본 가나가와현 자마시 캠프 자마
- 제307통신대대 - 하와이

### 이전
- USAREUR/제7군 통신소
- 제17통신대대 (옛 제175통신중대 (근무)) - 프랑스 앙주빌레(영어판); 1963년 8월 12일, 해산
- 제29통신대대 (건설)
- 제58통신대대; 1992년 10월 16일 ~ 2012년 10월 12일, 해산
- 제72통신대대
- 제447통신대대 (건설)
- 제201통신중대 (건설)
- 제229통신중대 (건설)
- 제6980민간노무단 (건설)
- 제6981민간노무단 (건설)

## 기록

### 계보
- 1944년 10월 10일 "Headquarters and Headquarters Detachment, 3367th Signal Service Battalion"
→제3367통신근무대대, 본부 및 본부분견대
- 1947년 8월 19일 "516th Signal Service Battalion"
→제516통신근무대대
- 1954년 1월 14일 "Headquarters and Headquarters Detachment, 516th Signal Group"
→제516통신단, 본부 및 본부분견대
정규군 배정.
- 1992년 10월 16일 "Headquarters and Headquarters Company, 516th Signal Brigade"
→제516통신여단, 본부 및 본부중대

### 참전
| 스트리머                       | 내역                                  |
| ------------------------------ | ------------------------------------- |
| 태평양 전쟁 아시아-태평양 전구 | - 뉴기니아 - 레이테 - 루손 - 남필리핀 |

### 스트리머
| 스트리머              | 내역                              |
| --------------------- | --------------------------------- |
| 필리핀 대통령부대표창 | 1944년 10월 17일 ~ 1945년 7월 4일 |

## 참고
1. ↑  “58th Signal Battalion Inactivation Ceremony” (영어). 311th Signal Command. 2014년 10월 10일에 확인함.
2. ↑  Liana Mayo (2012년 10월 30일). “58th Signal Battalion colors cased, 333rd, 349th Signal Companies OPCON to 78th Signal Battalion” (영어). 미국 육군 공사 사무소. 2014년 10월 10일에 확인함.
3. ↑  “4th Signal Center” (영어). 미국 육군 역사관. 2006년 5월 3일. 2019년 5월 8일에 확인함.

- “Headquarters and Headquarters Company, 516th Signal Brigade” (영어). 미국 육군 역사관. 2005년 2월 10일. 2019년 5월 7일에 확인함.
- “516th Signal Group”. 《usarmygermany.com》 (영어). 2019년 5월 8일에 확인함.